# العوامي (فرع العدين)

تعديل مصدري - تعديل

العوامي محلة تابعة لقرية الهيجة، التابعة لعزلة الاهمول بمديرية فرع العدين إحدى مديريات محافظة إب في الجمهورية اليمنية، بلغ تعداد سكانها 136 حسب تعداد اليمن لعام 2004.